# Guiu II Polentani
Guiu II Polentani el jove, també conegut com a Guiu Novello Polentani fou nebot i successor de Lambert I Polentani el 1316.
Guiu va tenir un cort destacada, i va tenir per hoste al Dant (el 1316 i el 1321 abans de morir a la ciutat) i va governar fins als primers mesos del 1322 en què fou nomenat capità del poble a Bolonya i va deixar el govern al seu germà Rinald Polentani, elegit arquebisbe però que no havia estat confirmat encara pel Papa. Quan Guiu estava a punt de tornar de Bolonya, el cosí Ostasi I Polentani va donar un cop d'estat (20 de setembre de 1322), va matar a Rinald i va assolir el poder. Va poder rebutjar l'intent de Guiu Novello per recuperar el poder.
Estava casat amb Caterina Malabocca i va morir el 1330. Va deixar quatre fills: Lambert, mort el 1358; Ostasi, mort el 1366; Constança, morta el 1350; i Polentesia, casada amb Malatestino Novello Malatesta.